# Bristol 406
Der Bristol 406 ist ein Oberklassefahrzeug des ehemaligen britischen Automobilherstellers Bristol Cars, das von 1958 bis 1961 in geringer Stückzahl produziert wurde. Der 406 löste die viertürige Limousine 405 ab und begründete eine ganze Familie ähnlicher Bristol-Modelle, die bis zum 411 Mk. 5 von 1975 reichte. Neben dem Serienmodell entstanden einige Sondermodelle.

## Hintergrund
Das in Gloucestershire ansässige Unternehmen Bristol Cars hatte seine Wurzeln in der Bristol Aeroplane Company, die 1910 in Bristol als Flugzeughersteller gegründet worden war. Nach dem Ende des Zweiten Weltkriegs expandierte Bristol Aeroplane, um die vorhandenen Kapazitäten auszulasten, in die Automobilbranche. Die ersten Fahrzeuge der neuen Marke übernahmen – möglicherweise als Reparationsleistung – das Chassis und den Motor der noch vor dem Krieg entwickelten BMW-Typen 326, 327 und 328, das Debütmodell Bristol 400 erhielt sogar eine eng an ein BMW-Modell angelehnte Karosserie. Die Nachfolger 401, 402 und 403 mit italienischen Touring-Karosserien bauten weiter auf dem BMW-Chassis und dem BMW-Motor auf, die Bristol schrittweise weiterentwickelte. Gleiches gilt für das Coupé 404 und die viertürige Fließhecklimousine 405, deren Aufbauten Bristol selbst entworfen hatte. 
1959 geriet der Automobilhersteller in Turbulenzen. Als der Mutterkonzern Bristol Aeroplane Company seinen Tochterbetrieb Bristol Aero Engines mit dem Automobil- und Flugmotorenhersteller Armstrong Siddeley zu Bristol Siddeley Engines (BSE) verschmolz, wurde auch Bristol Cars Teil des neu gegründeten Unternehmens. Ende 1959 überlegte das BSE-Management, Bristol Cars mit der bislang separat geführten Automobilsparte von Armstrong Siddeley zu einem gemeinsamen Betrieb zu verschmelzen; im Januar 1960 favorisierte es dagegen die Schließung von Bristol Cars. Bevor es dazu kam, übernahmen George White, ein führender Manager von Bristol Cars, und der Londoner Bristol-Händler Anthony „Tony“ Crook im September 1960 sämtliche Unternehmensanteile der Bristol Cars Ltd., die daraufhin aus Bristol Siddeley Engines herausgelöst und als eigenständiger Betrieb fortgeführt wurde.
In diese Zeit fällt die Produktion des Bristol 406: Er ist das letzte Bristol-Automobil, das unter der Leitung von Bristol Aeroplane entwickelt wurde, das einzige Bristol-Automobil, das von Bristol Siddeley produziert wurde, und zugleich der erste Bristol der Tony-Crook-Ära.

## Entwicklungsgeschichte
Die Planungen für den Nachfolger des 404 und des 405 begannen schon 1956. Dazu gehörten Arbeiten am Motor, dessen Hubraum zum Zweck der Leistungserhöhung von 2,0 auf 2,2 Liter vergrößert werden sollte. Erste Prototypen des größeren Motors liefen bereits im Frühjahr 1957 auf Prüfständen, später kamen Praxistests in einem 405 hinzu. Der 2,2-Liter-Motor war 1958 serienreif, fand aber werksseitig keinen Einzug in das seinerzeit noch produzierte Modell 405. Allerdings stattete Bristol später nachträglich auf Kundenwunsch einzelne 405-Limousinen mit dem größeren Motor aus.
Im Bristol-Werk arbeiteten Dudley Hobbs und Dennis Sevier an einem vollständig neuen Karosserieentwurf. Unabhängig davon baute der Karosseriehersteller Gebr. Beutler in Thun ein eigenständiges Coupé mit „südländischen Zügen“. Auftraggeber war nicht Bristol Cars selbst, sondern dessen Schweizer Vertreter Hubert Pattey. Er verstand den Beutler-Entwurf als einen „Vorschlag für den neuen 406“. Beutlers Bristol wurde im Herbst 1957 auf dem Pariser Autosalon und wenig später auch auf der Earls Court Motor Show in London als Bristol 406E (für Export) öffentlich gezeigt. Tony Crook und George White, die zu dieser Zeit bereits viel Einfluss bei Bristol hatten, lehnten Beutlers Karosserie allerdings ab, sodass stattdessen der Entwurf der Bristol-Designer Hobbs und Sevier für das Serienmodell übernommen wurde. Nach dem Hobbs-Sevier-Entwurf wurde 1958 ein Prototyp aufgebaut und getestet. Für die Serienproduktion gab es danach noch kleinere Änderungen im Heckbereich, wozu insbesondere eine Verkleinerung der Heckflossen gehörte.

## Beschreibung des Serienmodells

### Rahmen und Fahrwerk
Der Bristol 406 hat wie seine Vorgänger einen Stahlrahmen mit Längsträgern und Quertraversen, dem zeitgenössische Berichte eine außergewöhnliche Festigkeit attestierten. Das Chassis verjüngt sich im Bereich des Vorderwagens. Die Vorderräder sind einzeln aufgehängt, hinten ist eine Starrachse eingebaut, die mit Drehstabfedern und selbst konstruierten Stoßdämpfern versehen ist. Besonderes Merkmal des Bristol 406 sind seine vier Scheibenbremsen, die von Dunlop bezogen wurden.

### Motor und Kraftübertragung

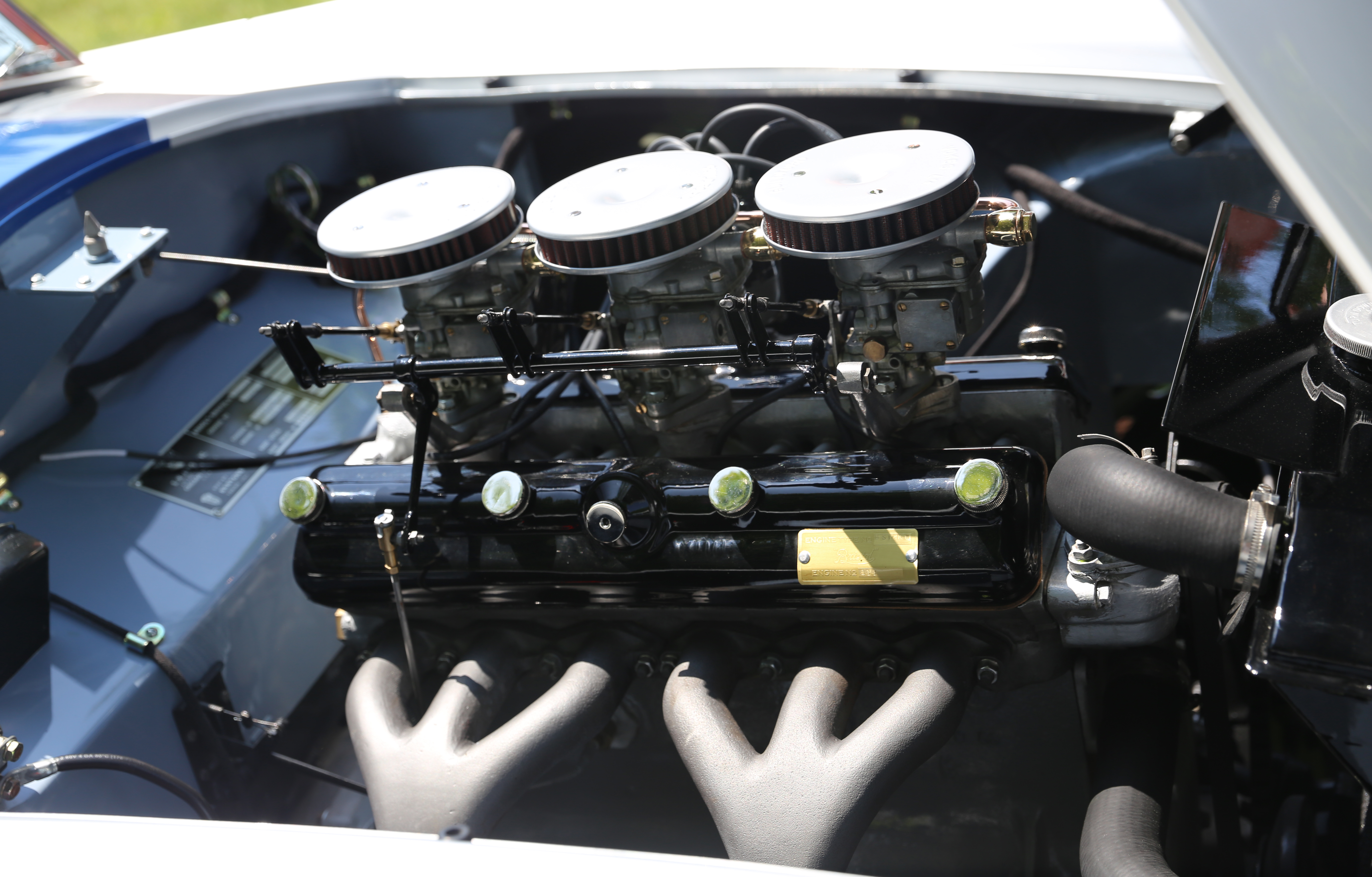
Auf BMW-Basis: Bristols Reihensechszylindermotor

Der Bristol 406 ist das letzte Modell der Marke, das von Bristols eigenem Sechszylinder-Motor angetrieben wird. Hier kommt eine Weiterentwicklung des bereits im 400 verwendeten Motors zum Einsatz, der auf eine BMW-Konstruktion von 1938 zurückgeht. Der Motor hat halbkugelförmige Brennräume mit V-förmig hängenden Ventilen, die über Stößel, Stoßstangen und Kipphebel von der unten liegenden Nockenwelle gesteuert werden. Die Auslassventile werden über eine zusätzliche Stoßstange quer über den Zylinderkopf und einen zweiten Kipphebel betätigt. Im 406 Saloon kommt eine auf 2,2 Liter (2216 cm³; Bohrung × Hub: 68,69 bzw. 99,64 mm) vergrößerte Version zum Einsatz, deren Höchstleistung 105 bhp (78,3 kW, 106 PS) beträgt. sie liegt damit exakt auf dem Niveau des 2,0 Liter großen Motors des 405, allerdings ist das Drehmoment etwas höher (175 gegenüber 166 Nm) und fällt etwas früher an (4.700 statt 5.000 Umdrehungen pro Minute).
Bristols eigenes Schaltgetriebe hat vier Gänge und ist serienmäßig mit einem Overdrive von Laycock-de Normanville verbunden.

### Karosserie

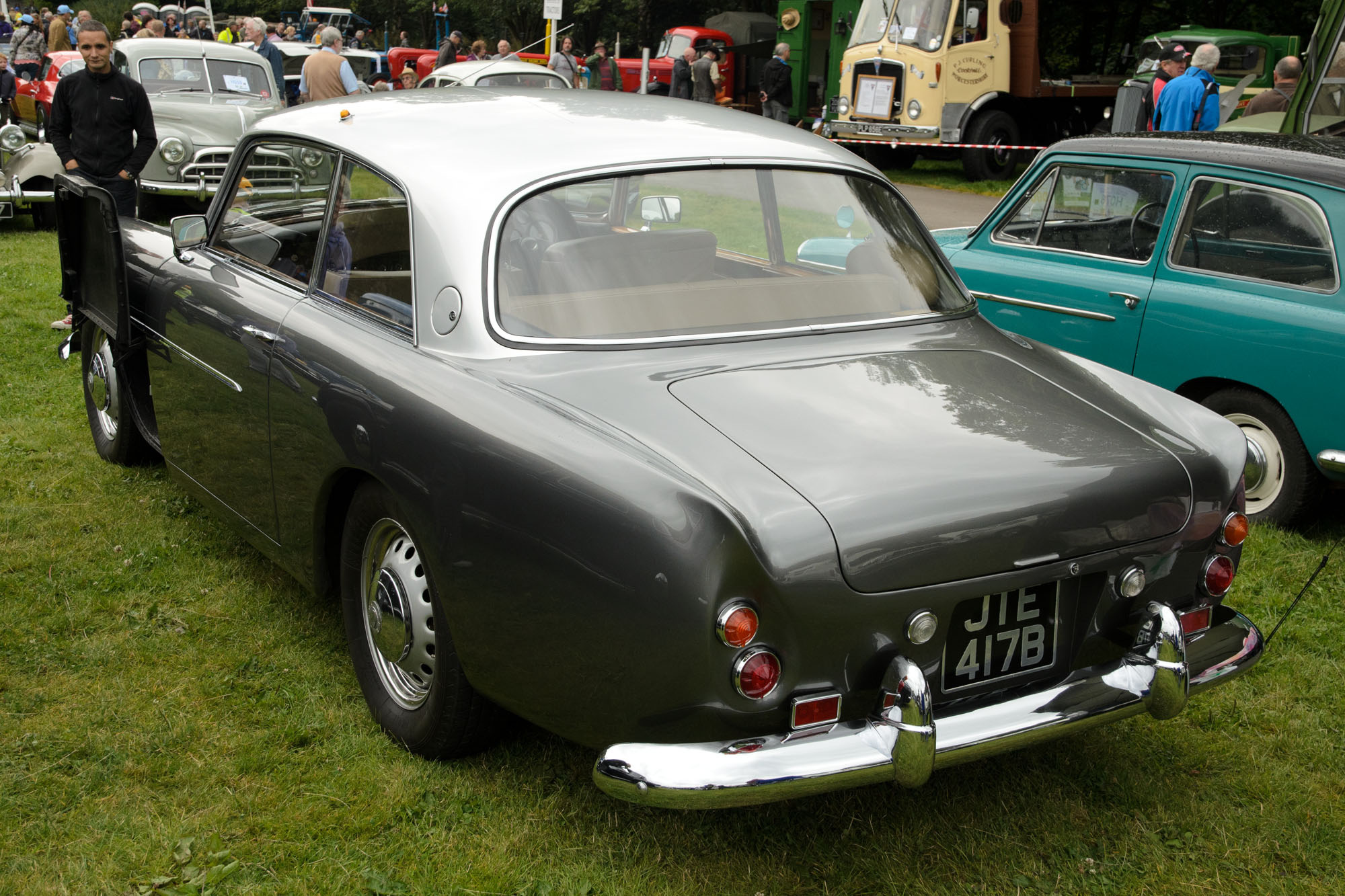
Aluminiumkarosserie von Jones Brothers

Bezüglich der Karosseriekonstruktion betrat Bristol mit dem 406 Neuland: Zwar war die Außenhaut des Aufbaus weiterhin aus Aluminium gefertigt. Anders als bei den Vorgängern stützte sich die Karosseriehülle nicht mehr auf ein Gerüst aus Eschenholz, sondern auf eine Stahlkonstruktion. Die Karosserien wurde erstmals in der Geschichte des Unternehmens nicht mehr von Bristol selbst gebaut; der Fertigungsauftrag ging stattdessen an den unabhängigen Karosseriehersteller Jones Brothers im Londoner Stadtteil Willesden. Der 406 war der einzige bei Jones aufgebaute Bristol.
Der Bristol 406 mit Werkskarosserie ist ein großes, viersitziges Coupé (im englischen Sprachgebrauch Saloon genannt). Die Gürtellinie verläuft waagerecht. Die A- und die C-Säule haben im Vergleich zu Beutlers Entwurf eine deutlich geringere Neigung, insbesondere die weit zurückgesetzte C-Säule ist sehr breit. Die Karosserie war insgesamt darauf ausgelegt, vier Erwachsenen mehr als ausreichend Platz zu bieten. Sie begründete eine langjährige Zielsetzung des Unternehmens: „Dignified travelling for four six-feet persons“. Die Frontpartie war lang; zwischen dem Vorderrad und der Türkante befanden sich die bereits aus dem Bristol 404 bekannten Abteile, die einerseits das Reserverad und andererseits die Batterie und die Servopumpe beherbergten. Das grundlegende Layout des Aufbaus folgte dabei dem von Graber entworfenen Alvis TC 108/G.
Die ersten Fahrzeuge hatten – wie bereits der 404 und der 405 – neben den beiden Hauptscheinwerfern einen zentralen Zusatzscheinwerfer, der in der Kühleröffnung untergebracht war. Dieses Gestaltungsmerkmal wurde nach einigen Monaten aufgegeben; spätere Fahrzeuge vom Typ 406 trugen zwei Zusatzscheinwerfer, die außerhalb der Kühleröffnung auf den Stoßstangen positioniert waren.

### Fahrleistungen
Das mit dem Motor vom Typ 110 ausgestattete 406 Saloon ist anders als seine Vorgänger kein sportliches Auto. Zwar schaffte der Wagen vor allem wegen seines Drehmoments und der darauf abgestimmten Hinterachsübersetzung „brauchbare Zwischensprints“; hinsichtlich der Höchstgeschwindigkeit fiel der Bristol allerdings gegenüber seinen Konkurrenten ab. Das Werk wies seit langem stolz darauf hin, dass seine Autos eine Spitzengeschwindigkeit von 100 Meilen pro Stunde (= 160 km/h) erreichten – unter anderem trugen die Vorführwagen des Werks regelmäßig die Kennzeichen "100 MPH" oder "MPH 100" –; im Falle des Bristol 406 war dieser Wert jedoch nur knapp zu realisieren. Grund hierfür war neben der nachteiligen Aerodynamik vor allem das mit 1,5 Tonnen sehr hohe Leergewicht.

## Produktion und Preise
Der Bristol 406 ging im August 1958 in Produktion; er wurde zwei Jahre lang gebaut. Zum Produktionsumfang gibt es keine werksseitigen Angaben. Eine Quelle geht von 164 Fahrzeugen aus, von denen 149 verkauft wurden und 15 im Werk verblieben. Nach anderen Angaben waren es 168 oder 178 Fahrzeuge.
Der Preis für einen Bristol 406 Saloon lag inklusive Steuern bei 4.244 £. Ein Alvis TD 21 kostete 2.877 £, ein deutlich schnellerer Jaguar Mark II 1.597 £.

## Sondermodelle

### Bristol 406 Zagato

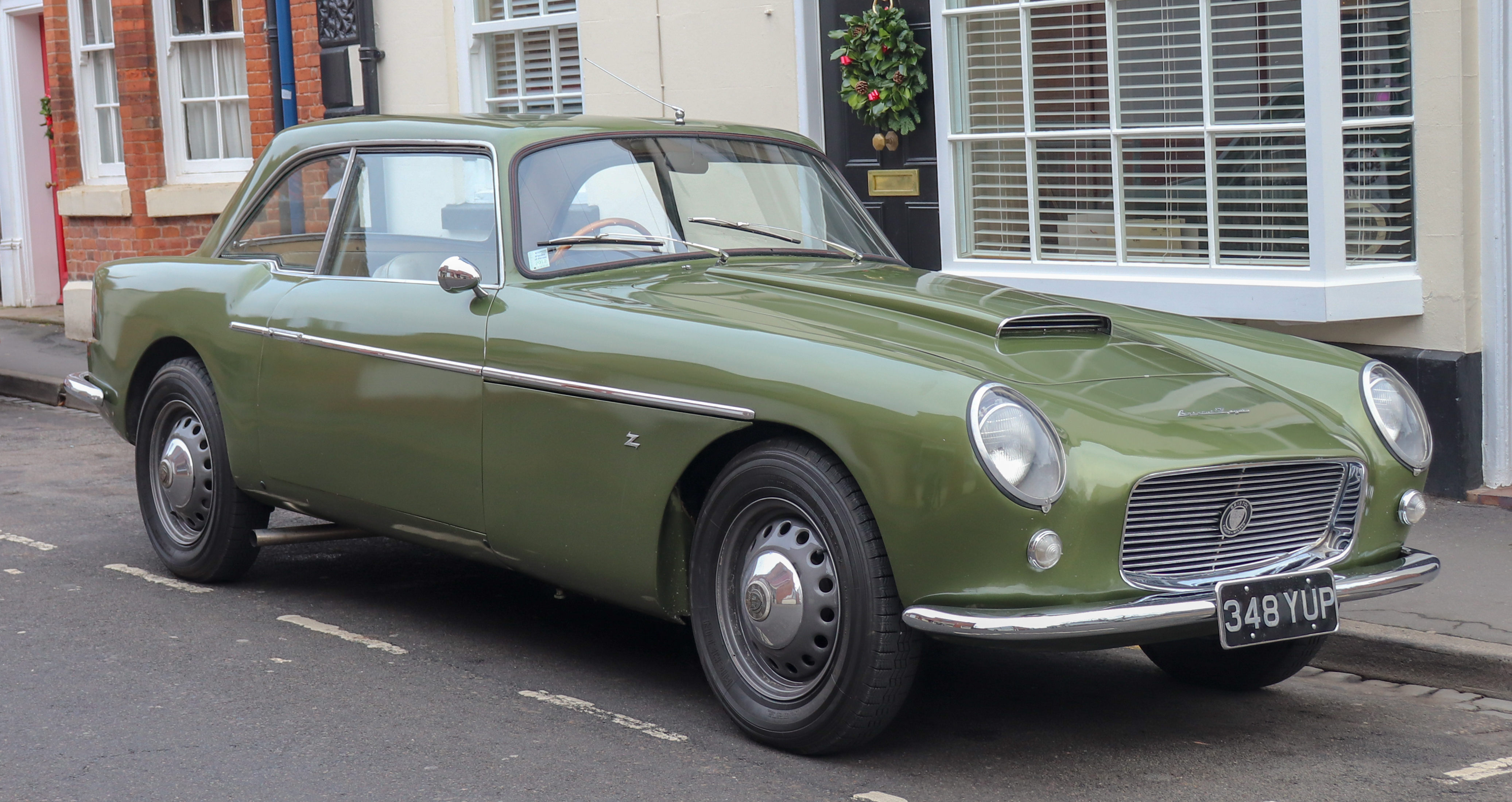
Bristol 406 Zagato

Als Reaktion auf die markenuntypisch schwachen Fahrleistungen des 406 Saloon entwickelte Tony Crook, Mitglied im Vorstand von Bristol Cars und zugleich größter Händler der Marke, die Idee eines sportlichen Sondermodells auf 406-Basis. Daraus wurde letztlich der 406 Zagato, der formal kein Modell von Bristol Cars, sondern ein eigenständiges Projekt von Anthony Crook Motors war. Er sollte an die Tradition leichter und schneller Sportwagen anknüpfen, mit denen Bristol 1946 die Automobilproduktion begonnen hatte. Nach Crooks Verständnis gehörte dazu eine besonders leichte Karosserie. Mit deren Gestaltung und Aufbau beauftragte er den italienischen Karosseriehersteller Zagato, der seit den frühen 1950er-Jahren für Leichtbau bekannt war und dessen britischer Generalimporteur Crook seit Jahren war. Das Design des 406 Zagato stammte von Gianni Zagato. Die Stufenheckkarosserie, die Scheinwerfer mit Plexiglas-Abdeckung und einen auffälligen Knick über den Hinterrädern hat, ist vollständig aus Aluminium hergestellt und etwa 250 kg leichter als Karosserie des 406 Saloon. Sie war niedriger, schmaler und auch kürzer als der Werks-406. Zagatos Version wurde zumeist mit einem überarbeiteten Bristol-Motor ausgestattet, der angesichts einer erhöhten Verdichtung 130 PS leistet. Damit erreichte das Auto eine Höchstgeschwindigkeit von 196 km/h (122 mph). Der 406 Zagato wurde auf der Earls Court Motorshow im Oktober 1959 öffentlich. Insgesamt entstanden sechs Fahrzeuge dieses Typs, von denen im 21. Jahrhundert je nach Quelle noch vier oder fünf Autos existieren.
Neben diesen gleichsam serienmäßigen 406 Zagato wurden einige ältere Fahrgestelle vom Typ Bristol 400 bzw. Bristol 403 nachträglich mit einer Karosserie versehen, die der des 406 Zagato entsprach. Wie viel derartige Fahrzeuge hergestellt wurden, ist nicht bekannt; einige Berichte gehen von „mindestens drei“ Fahrzeugen aus.

### Bristol 406 S
1960 entstanden zwei Sondermodelle des Bristol 406 mit einem verkürzten Chassis, die als Bristol 406 S (short) bezeichnet werden. Sie erhielten jeweils einen Typ 110-Motor sowie das Fahrwerk des Bristol 406. Beide tragen eigenständige Karosserien.

#### 406 S (Bristol)
Ein 406 S wurde in Filton mit einer von Dudley Hobbs entworfenen und bei Bristol selbst hergestellten Karosserie versehen. Die Frontpartie ähnelte der des Bristol 404, gleiches gilt für die Dachlinie. Allerdings wies der 406 S seitlich stark akzentuierte Sicken auf, die in scharf gestalteten Heckflossen mündeten. Der Wagen wurde eine Zeitlang von Tony Crook gefahren, bevor ihn ein privater Käufer übernahm. In den 1980er Jahren wurde das Auto von Bristol aufwändig restauriert.

#### 406 S (Zagato)
Der zweite 406 S wurde von Zagato karosseriert. Dieses Modell hat stilistisch keine Ähnlichkeiten mit den regulären 406 Zagato-Modellen. Es handelt sich vielmehr um eine Fließheckkarosserie, deren Frontpartie die Gestaltung des Bristol 407 Zagato vorwegnahm. Die Scheinwerfer befanden sich hinter einer Glasabdeckung. Die hinteren Kotflügel waren stark gewölbt. Der Bristol 406 S Zagato wurde zum Vorbild für den ein Jahr später präsentierten Aston Martin DB4 GT Zagato. Nach Ansicht von Tony Crook sahen sich beide Autos sehr ähnlich. Der 406 S Zagato wurde für längere Zeit von Tony Crooks Tochter Carol genutzt. Er blieb ein Unikat.